# Анна Доротея Христина фон Хоенлое-Валденбург
Анна Доротея Христина фон Хоенлое-Валденбург (на немски: Anna Dorothea Christina von Hohenlohe-Waldenburg; * 22 февруари 1656 във Валденбург; † 28 октомври 1724 в замък Шьонберг, Бенсхайм, Оденвалд) е графиня от Хоенлое-Валденбург и чрез женитба графиня на Ербах-Ербах-Фюрстенау (1671 – 1717). Тя е прародител на британската кралица Виктория.

## Произход
Тя е четвъртата дъщеря на граф Филип Готфрид фон Хоенлое-Валденбург (1618 – 1679) и съпругата му Анна Кристина фон Лимпург-Зонтхайм (1618 – 1685), дъщеря на фрайхер Хайнрих II Шенк фон Лимпург-Зонтхайм (1573 – 1637) и графиня Елизабет фон Ербах (1578 – 1645), дъщеря на граф Георг III фон Ербах-Бройберг (1548 – 1605).
Сестра ѝ Доротея Елизабет (1650 – 1711) е омъжена на 27 май 1666 г. за граф Хискиас фон Хоенлое-Валденбург-Пфеделбах (1631 – 1685).
Анна Доротея Христина фон Хоенлое-Валденбург умира на 28 октомври 1724 г. на 68 години в замък Шьонберг, Оденвалд, и е погребана в Михелщат.

## Фамилия
Анна Доротея Христина фон Хоенлое-Валденбург се омъжва на 3 ноември 1671 г. във Валденбург за граф Георг Албрехт II фон Ербах-Фюрстенау (* 26 февруари 1648; † 23 март 1717), най-малкият син на граф Георг Албрехт I фон Ербах (1597 – 1647) и третата му съпруга графиня Елизабет Доротея фон Хоенлое-Шилингсфюрст (1617 – 1655). Те имат 12 деца:
- Христина Елизабет (* 6 ноември 1673, Валденбург; † 24 февруари 1734, Пфеделбах), омъжена на 29 септември 1695 г. във Фюрстенау за граф Фридрих Крафт фон Хоенлое-Йоринген (1667 – 1709)
- Филип Фридрих (* 11 януари 1676 в замък Бройберг; † 25 юли 1676, Валденбург)
- Филип Карл (* 14 септември 1677, Шьонбург; † 2 април 1736, Фюрстенау), генерал-майор на Франкския окръг, граф на Ербах-Фюрстенау, женен I. на 4 декември 1698 г. в Клайнхойбах за фрайин Шарлота Амалия фон Куновитц (1677 – 1722), II. на 22 юли 1723 г. в Унслебен за фрайин Анна София фон Спесхарт (1693 – 1767)
- Доротея Елизабет (*/† 12 февруари 1679, Фюрстенау)
- Карл Вилхелм (* 30 ноември 1680, Фюрстенау; † 27 септември 1714, Франкфурт на Майн), граф на Ербах-Фюрстенау, женен на 4 март 1708 г. в Бреда, Нидерландия за Алма Мариана Ернестина фон Залиш (1688 – 1709)
- Ернст Фридрих Албрехт (* 27 декември 1681, Фюрстенау; † 3 януари 1710, Фюрстенау), датски полковник
- Фридерика Албертина (* 9 октомври 1683, Фюрстенау; † 19 януари 1709, Кирхберг), омъжена на 18 януари 1702 г. в Пфеделбах за граф Фридрих Еберхард фон Хоенлое-Кирхберг (1672 – 1737), син на граф Хайнрих Фридрих фон Хоенлое-Лангенбург
- Георг Вилхелм (* 19 юли 1686, Фюрстенау; † 31 май 1757, Висбаден), граф на Ербах-Фюрстенау, женен I. на 25 декември 1723 г. в Алт-Дрезден за графиня София Шарлота фон Ботмер (1697 – 1748), II. на Грумбач 3 май 1753 г. в Грумбах за вилд и Рейнграфиня Леополдина София Вилхелмина фон Залм-Грумбах (1731 – 1795)
- Георг Албрехт (* 1 ноември 1687, Фюрстенау; † 20 декември 1706, Фюрстенау)
- Хенриета Юлиана Шарлота (* 23 април 1689, Фюрстенау; † 12 септември 1718, Фюрстенау)
- Георг Август (* 17 юни 1691, Валденбург; † 29 март 1758, Кьониг), граф на Ербах-Шьонберг, женен на 15 декември 1719 г. в Гедерн за графиня Фердинанда Хенриета фон Щолберг-Гедерн (1699 – 1750), дъщеря на граф Лудвиг Христиан фон Щолберг-Гедерн
- Христиан Карл (* 28 ноември/26 декември 1694; † 2 август 1701, Фюрстенау)

Анна Доротея Христина фон Хоенлое-Валденбург е чрез синът си Георг Август прадядо на Августа Ройс Еберсдорф, която е баба по майчина линия на британската кралица Виктория и по бащина линия на нейния съпруг принц Алберт.